# Jarentowskie Pole
Jarentowskie Pole – wieś sołeckaw Polsce położona w województwie mazowieckim, w powiecie lipskim, w gminie Chotcza.
| SIMC    | Nazwa | Rodzaj    |
| ------- | ----- | --------- |
| 0616221 | Górki | część wsi |

Wierni kościoła rzymskokatolickiego należą do parafii Świętej Trójcy w Chotczy Dolnej.
W latach 1975–1998 miejscowość administracyjnie należała do województwa radomskiego.